# Haltérophilie aux Jeux olympiques d'été de 2024 - Plus de 81 kg femmes
Navigation
Los Angeles 2028
L'épreuve des plus de 81 kg femmes en haltérophilie aux Jeux olympiques d'été de 2024 a lieu le 11 août au Paris Expo Porte de Versailles.
Il s'agit d'une nouvelle catégorie de poids à la suite de la suppression de deux catégories chez les femmes depuis l'édition précédente des Jeux à Tokyo.

## Records
Avant cette compétition, les records dans cette discipline étaient les suivants : 
| Record du monde | Arraché     | Li Wenwen (CHN) | 148 kg | Tachkent, Ouzbékistan | 25 avril 2021 |
| Record du monde | Épaulé-jeté | Li Wenwen (CHN) | 187 kg | Tachkent, Ouzbékistan | 25 avril 2021 |
| Record du monde | Total       | Li Wenwen (CHN) | 335 kg | Tachkent, Ouzbékistan | 25 avril 2021 |

## Médaillées
| Or              | Argent               | Bronze               |
| Li Wenwen (CHN) | Park Hye-jeong (KOR) | Emily Campbell (GBR) |

## Résultats détaillés
| Rang                                | Athlète                        | Nation                 | Poids (kg) | Arraché (kg) | Arraché (kg) | Arraché (kg) | Arraché (kg) | Épaulé-jeté (kg) | Épaulé-jeté (kg) | Épaulé-jeté (kg) | Épaulé-jeté (kg) | Total |
| Rang                                | Athlète                        | Nation                 | Poids (kg) | 1            | 2            | 3            | Résultat     | 1                | 2                | 3                | Résultat         | Total |
| ----------------------------------- | ------------------------------ | ---------------------- | ---------- | ------------ | ------------ | ------------ | ------------ | ---------------- | ---------------- | ---------------- | ---------------- | ----- |
| Médaille d'or, Jeux olympiques      | Li Wenwen                      | Chine                  | +81,00     | 130          | 136          | -            | 136          | 167              | 173              | 174              | 173              | 309   |
| Médaille d'argent, Jeux olympiques  | Park Hye-jeong                 | Corée du Sud           | +81,00     | 123          | 127          | 131          | 131          | 163              | 168              | 173              | 168              | 299   |
| Médaille de bronze, Jeux olympiques | Emily Campbell                 | Grande-Bretagne        | +81,00     | 119          | 123          | 126          | 126          | 162              | 169              | 174              | 162              | 288   |
| 4                                   | Lisseth Betzaida Ayovi Cabezas | Équateur               | +81,00     | 117          | 121          | 123          | 123          | 156              | 160              | 162              | 160              | 283   |
| 5                                   | Mary Theisen Lappen            | États-Unis             | +81,00     | 115          | 118          | 119          | 119          | 155              | 162              | 165              | 155              | 274   |
| 6                                   | Duangaksorn Chaidee            | Thaïlande              | +81,00     | 120          | 120          | 120          | 120          | 152              | 156              | 160              | 152              | 272   |
| 7                                   | Halima Abbas                   | Égypte                 | +81,00     | 110          | 115          | 118          | 115          | 135              | 140              | 145              | 145              | 260   |
| 8                                   | Naryury Perez Reveron          | Venezuela              | +81,00     | 114          | 117          | 117          | 114          | 140              | 145              | -                | 145              | 259   |
| 9                                   | Crismery Santana Peguero       | République dominicaine | +81,00     | 111          | 115          | 118          | 118          | 140              | 140              | 140              | 140              | 258   |
| 10                                  | Tursunoy Jabborova             | Ouzbékistan            | +81,00     | 112          | 116          | 118          | 118          | 133              | 138              | 138              | 133              | 251   |
| 11                                  | Iuniarra Sipaia                | Samoa                  | +81,00     | 100          | 105          | 110          | 105          | 141              | 141              | 148              | 141              | 246   |
| 12                                  | Nurul Akmal                    | Indonésie              | +81,00     | 105          | 110          | 110          | 105          | 140              | 145              | 151              | 140              | 245   |